# Poble saurashtra
Poble Saurashtra, comunitat Saurashtra o "Patnūlkarar" és el nom de la població procedent de Saurashtra que parla la llengua saurashtra i viu a Tamil Nadu, especialment a Madurai (el 8% de la població Saurashtra de la ciutat es concentra al barri de Thirumalai Naicker Mahal, amb la resta de llocs com Balarengapuram, Krishnapuram Colony i altres llocs de la perifèria, fins a formar un 13% del total de la ciutat).
Originalment habitants de la península de Kathiawar, van emigrar al sud. El seu nom deriva del regne de Saurashtra citat al Mahabharata, que ocupava la seva pàtria original; els tàmil però els esmenten com Patnūlkarar, que vol dir "treballadors de fils de seda o teixidors que parlen Pattunuli" o "Khatri"
(dialecte del gujarati). L'emigració, segons la tradició roal, s'hauria produït després de la destrucció del temple de Somnath per Mahmud de Gazni (1026) però primer haurien viscut alguns segles al nord del modern estat de Maharashtra i després es van desplaçar a l'imperi de Vijayanagar convidats pel seu rei. Finalment foren acollits per un dels nayaks de Madurai que els va permetre establir-se prop del seu palau.
Els detalls sobre els Saurashtra són discutits per A.J. Saunders. El Bhagavata esmenta els Abhires com governants de Saurashtra i Avantya (Saurastra-Avantya-Abhira) i Vixnu considera els Abhires com els ocupants de les regions de Saurashtra i Avantil.